# Phong trào hư vô chủ nghĩa Nga

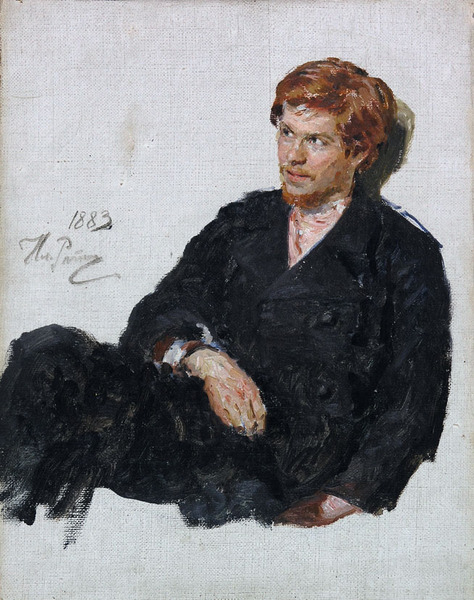
Chân dung một sinh viên hư vô chủ nghĩa, họa phẩm của Ilya Repin

Phong trào hư vô chủ nghĩa Nga là một trào lưu triết học, văn hóa và cách mạng xuất hiện ở Đế quốc Nga cuối thế kỷ thứ 19 - đầu thế kỷ 20, và là ngọn nguồn khai sinh chủ nghĩa hư vô trong triết học hiện đại. Trong tiếng Nga, từ nigilizm (tiếng Nga: нигилизм; tức 'chủ nghĩa hư vô', từ Latin  nihil 'không gì hết') là biểu tượng của sự công kích không ngừng nghỉ của phong trào đối với các chuẩn mực đạo đức, tôn giáo, và truyền thống xã hội.